# Сражение под Клястицами
Сражение под Клястицами — трёхдневный бой между французской Великой армией и отдельным корпусом русской армии на Петербургском направлении у деревни Клястицы Дриссенского уезда, Витебской губернии (ныне Россонский район, Витебская область, Республика Беларусь) на дороге между Полоцком и Себежем в ходе Отечественной войны 1812 года.
В этом сражении русские войска под командованием генерал-лейтенанта П. Х. Витгенштейна одержали победу над превосходящими силами маршала Удино и остановили продвижение французов на Санкт-Петербург.

## Предыстория
К северу от главного — Московского — направления наступления Наполеона I Бонапарта продвигались два его отдельных корпуса:
- маршала Удино, главная цель которого действовать на Санкт-Петербург.
- маршала Макдональда с задачей действовать на Рижском направлении, возможно занять Ригу и содействовать корпусу Удино. Кроме того, требовалось наладить поставки в главную армию продовольствия и фуража.

Им противостоял 1-й пехотный корпус генерал-лейтенанта Витгенштейна, специально выделенный для прикрытия Петербурга. Кроме этого, рижский генерал-губернатор Эссен располагал силами до 18 тысяч солдат для обороны Риги.
Корпус Витгенштейна, будучи заведомо слабее любого из двух противостоящих корпусов, не смог бы устоять против их соединённых сил. Однако французы действовали раздельно. Кроме этого, на пути французских корпусов стояла естественная водная преграда — река Западная Двина. Пока маршал Макдональд действовал против войск Эссена в Риге в устье Двины, Удино попытался переправиться через Двину в Динабурге, однако не смог преодолеть сопротивление гарнизона. Поднявшись вверх по течению, Удино переправился через Двину около Полоцка (Витебская губерния). Французы намеревались отрезать Витгенштейна от тыла на Псковском тракте.
Генерал Витгенштейн оказался в отчаянном положении, единственным шансом остановить французов было воспользоваться удалённостью Макдональда и, несмотря на неравенство сил, атаковать корпус Удино.

## Ход боя
16 (29) июля три конных полка французов (12 эскадронов) были неожиданно атакованы четырьмя эскадронами Гродненского гусарского полка под командованием генерал-майора Кульнева с присоединившимися к атаке пятью сотнями казаков. Несмотря на численное превосходство, французы были опрокинуты.

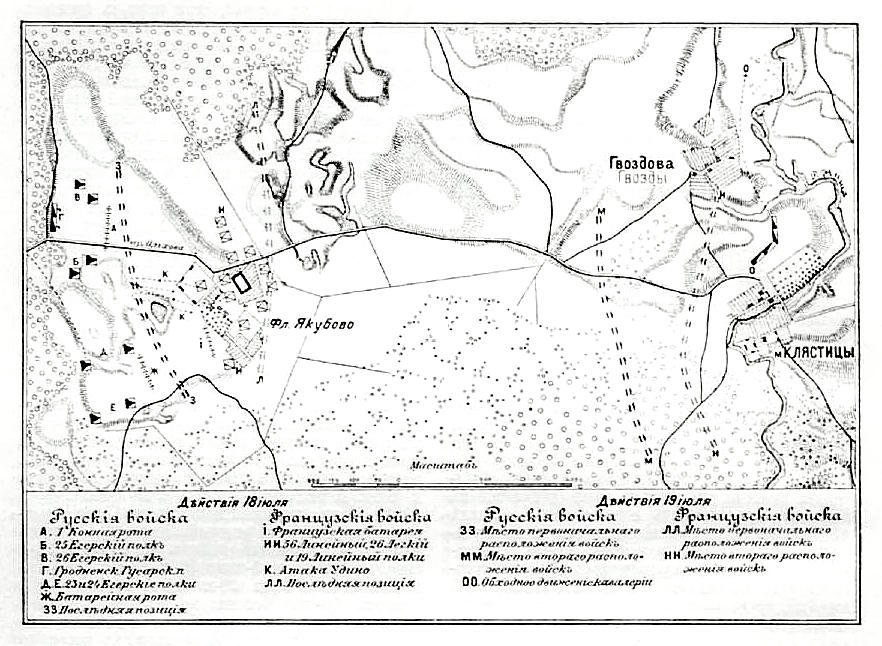
План битвы под Клястицами
(карта из статьи «Клястицы»
«Военная энциклопедия Сытина»)

В это же время маршал Удино занял деревню Клястицы, имея в строю 28 тысяч солдат и 114 пушек против 17 тысяч русских. Тем не менее, генерал Витгенштейн решил атаковать, пользуясь растянутостью французских сил. Впереди двигался авангард Кульнева (3700 всадников, 12 орудий), за ним следовали основные силы Витгенштейна (13 тысяч солдат, 72 орудия).
18 (31) июля в 2 часа дня русский авангард под командой Кульнева столкнулся с французским авангардом возле деревни Якубово. Витгенштейн поручил Кульневу вытеснить неприятельский конный отряд из леса и приблизиться к Якубово, но с прибытием французской пехоты сам был атакован. Жестокий картечный огонь 2-х конных орудий остановил наступление французов и способствовал русскому авангарду удержаться до прибытия подкреплений. С прибытием подкрепления Кульнев оттеснил неприятеля до Якубова, но не успел занять селение. Встречный бой продолжался до конца дня. Кульнев старался вытеснить противника из деревни, но после серии жестоких схваток французы удержали деревню.
Витгенштейн, решаясь с рассветом возобновить бой, стянул к Якубово все силы и в 3 часа утра 19 (1) августа в бой вступили главные силы русских. 23-й егерский полк атаковал Якубово и ворвался в селение, но был вытеснен. Пользуясь успехом Удино повелел решительно атаковать центр русских войск, но был отражён артиллерийским огнём. Вторая атака центра, соединённая с атакой в обход, также была отбита. Витгенштейн, заметив колебания в стане врага, приказал атаковать неприятеля. Севский и Калужский пехотные полки и часть Гродненского гусарского полка пошли на центр неприятеля. Пермский и Могилёвский пехотные полки — на правый фланг, а три Егерских полка — на левый фланг.  После нескольких атак и контратак Якубово удалось захватить и французы бежали к песчаным высотам реки Нищи. Витгенштейн повелел атаковать высоты и взял их. Удино был вынужден отступить к Клястицам.
Продолжение атаки на Клястицы подразумевало переправу через реку Нищу. Удино разместил на противоположном берегу реки мощную батарею и приказал сжечь единственный мост. Пока отряд Кульнева переправлялся через брод для обхода позиций французов, 2-й батальон Павловского гренадерского полка прошёл прямо через горящий мост и штыковой атакой ворвались в Клястицы. За ними рванула вся пехота, а кавалерия перешла реку вброд. Французы были вынуждены отступать дальше. Сильное утомление войск, сражавшихся два дня после форсированного перехода, заставило Витгенштейна остановиться у Клястиц.

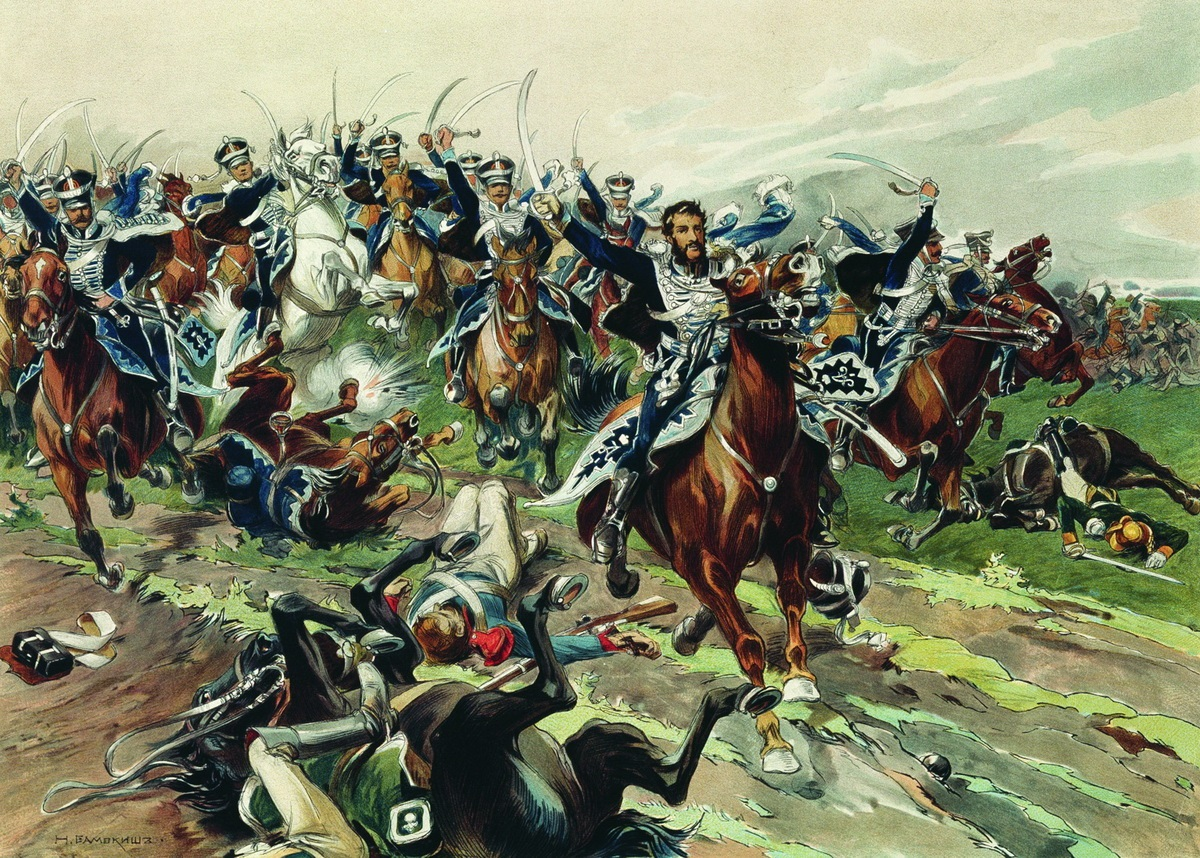
Николай Самокиш. Атака у Клястиц 20 июля 1812 года

Генерал-майор Кульнев продолжил преследование двумя кавалерийскими полками при поддержке казаков, пехотного батальона и артиллерийской батареи. После переправы через реку Дриссу 20 июля (1 августа) он попал в засаду возле села Боярщино. Артиллерия французов расстреливала отряд Кульнева с господствующих высот. Сам он был смертельно ранен: пушечным ядром ему оторвало ноги выше колен.
Преследуя русский авангард, французский генерал Вердье в свою очередь натолкнулся при Головчице на главные силы генерала Витгенштейна и был разгромлен. В этом бою Витгенштейн был легко ранен в щёку.

## Итог боя
Маршал Удино отступил за Западную Двину, оставив за собой укреплённый Полоцк, и, таким образом, наступление французов на Петербург провалилось. Более того, опасаясь действий генерала Витгенштейна на путях снабжения Великой армии, император Наполеон был вынужден ослабить главную группировку войск, послав на помощь Удино корпус генерала Сен-Сира.
В Клястицких боях погибло 4300 русских воинов. Генерал Витгенштейн в рапорте императору Александру I исчислил количество пленных в 3 тысячи, число убитых и раненых французов он оценил со слов пленных в 10 тысяч. Кроме того, было взято в плен 912 французских солдат и офицеров, почти полностью захвачен обоз, а также сражение имело важное нравственное значение для русских войск, убедив русские войска в возможности поражения победоносной французской армии.
Это была первая крупная победа в этой войне, сильно поднявшая авторитет генерала Витгенштейна. Он был награждён орденом Святого Георгия 2-й степени и пенсией в 12.000 тысяч рублей. Император Александр I называл его спасителем Петербурга. От народа Витгенштейн получил почётное звание «защитника Петрова града», впервые прозвучавшее в песне, заканчивавшейся словами:

Хвала, хвала тебе, герой!

Что град Петров спасён тобой!
По случаю победы при Клястицах, в С-Петербурге произведена стрельба из пушек, возвещавших о победе.

## Память о битве
- В 1824 году Гродненский гусарский полк "за отличия" был переименован в Клястицкий гусарский полк[2].
- В 1839 году в память о сражении в селе Клястицах рядом с церковью сооружён памятник. Памятник представлял собой 8-стороннюю пирамиду, увенчанную чешуйчатой главкой с позолоченным крестом. Основание памятника круглое, средняя часть колонны украшена 8-ю бронзовыми позолоченными орлами, поставленными на небольшие колонны., поддерживающие коническую часть пирамиды. На памятнике надпись: с лицевой стороны "Сражение при Клястицах 19 июля 1812 года поражение Удино графом Витгенштейном". С противоположной стороны: "Взято в плен  неприятеля 912 человек". Памятник окружала ограда из железных цепей, подвешенных между 20 круглыми чугунными тумбами. При памятнике караульный домик[2].
- Победу при Клястицах русские войска одержали в день памяти благоверного князя Романа. В память об этом на стене Московского храма в честь Христа Спасителя был написан образ святого князя Романа.
- В 1962 году в ознаменование победы русских войск под Клястицами в центре деревни установлен памятник.[3]
- В память о знаменитой битве под Клястицами с войсками Наполеона, которая свершилась 19 июля 1812 года, на здании Клястицкой школы была установлена табличка с портретом знаменитого полководца и героя битвы Петра Христиановича Витгенштейна. Памятный знак размещён по инициативе и за средства любителей истории из Полоцка Андрея и Алексея Буховецких. Символично, что табличка была установлена именно 19 июля 2017 года. Её текст гласит: «19 июля 1812 года под Клястицами русские войска под командованием генерал-лейтенанта Петра Христиановича Витгенштейна одержали победу над превосходящими силами маршала Удино и остановили продвижение французов на Санкт-Петербург».
- Табличка-портрет – это знак памяти героя знаменитого сражения и установлена в честь 205-й годовщины победы русской армии в Отечественной войне 1812 года, чтобы местные жители помнили свою историю и гордились её яркими страницами.